# 截尾石斑鱼
截尾石斑鱼（学名：Epinephelus retouti），又名雷拖氏石斑魚，為輻鰭魚綱鱸形目鱸亞目鮨科的其中一種，分布於印度太平洋區，從東非至法屬波里尼西亞海域，棲息深度20-220公尺，體長可達50公分，生活在礁石區，為底棲性魚類，屬肉食性，生活習性不明，可做為食用魚。

## 擴展閱讀
維基物種上的相關：雷拖氏石斑魚